# Jurriën Timber
Jurriën David Norman Timber
(Utrecht, 2001. június 17. –) curaçaoi–arubai származású holland válogatott labdarúgó, posztját tekintve hátvéd. A Premier League-ben szereplő Arsenal játékosa. Ikertestvére Quinten Timber szintén labdarúgó.

## Pályafutása

### Korai évei
A Feyenoord és az AFC Ajax nevelésű játékosa, 2014-ben hat év után távozott Rotterdam városából Amszterdamba, ahol 4 évvel később mutatkozott be a Jong Ajax együttesében.

### Klubcsapatokban

#### Ajax
2019. november 27-én nevezték először a csapatba, az Lille OSC elleni Bajnokok Ligája találkozóra.
2020. március 7-én debütált kezdőként az SC Heerenveen elleni 3–1-s győzelemmel végződő mérkőzésen.
2020. december 19-én játszotta első nemzetközi meccsét a Bajnokok Ligájában, az Atalanta ellen, majd 2021. február 18-án az Európa Liga kieséses szakaszában is bemutatkozott, a Lille OSC ellen.
2021. május 2-án szerezte első találat, az FC Emmen ellen. Ez volt a nyitógól a 4–0-s találkozón, majd az összecsapás végén bebiztosították a csapat 35. bajnoki címét.

#### Arsenal
2023. július 14-én jelentette be hivatalosan is átigazolását az Arsenal, amely sajtóhírek szerint 45 millió eurót fizetett érte az Ajaxnak.
Július 19-én (európai idő szerint 20-án) debütált az MLS All Stars elleni felkészülési mérkőzés második félidejének 65. percében.
Augusztus 6-án lépett pályára a 2023–2024-es idény első tétmérkőzésén a FA Community Shield-ben, tizenegyesekkel 2–1-re legyőzték a Manchester City csapatát, Timber kezdőként 76 percet játszott, és megszerezte első kupagyőzelmét a klub színeiben.
Hat nappal később mutatkozott be a Premier League-ben, hazai környezetben a Nottingham Forest elleni 2–1-es győztes találkozón.

### A válogatottban

#### Hollandia
Tagja volt a 2018-as U17-es Európa Bajnokság győztes csapatának.
2021. május 26-án Frank de Boer válogatta be a felnőttcsapatba, a 2020-as Európa Bajnokság utazó keretébe.
Június 2-án játszotta az első mérkőzését Skócia ellen, ahol kezdőként 69 percet játszott a 2–2-s barátságos találkozón.
Június 13-án lépett pályára tétmérkőzésen, az Ukrajna elleni Európa-bajnoki találkozón.
2022. november 11-én Louis van Gaal szövetségi kapitány nevezte a 26-fős keretbe a 2022-es katari világbajnokságra.
Az első vb-mérkőzését a csoportkör második találkozóján játszotta az Ecuador elleni döntetlenen, a csoportkör utolsó mérkőzésén a házigazda Katar, majd a legjobb nyolc között az Egyesült Államok ellen lépett pályára, a végső mérkőzését a negyeddöntőben játszotta, a későbbi világbajnok Argentína ellen.
Érdekesség, hogy a négy mérkőzéseken végig a pályán volt, és egy sárga lapot kapott.

## Magánélete
A Hollandiában született Timber és ikertestvére, Quinten Timber, aki szintén focista, dél amerikai: arubai, és curaçaoi származásúak. Édesanyjuk, Marilyn arubai származású, apjuk pedig Curaçao-ból származik, amelyek mindkét része a Holland Karib-tenger ABC-szigeteihez tartoznak.
A múltbeli helyzetek miatt, nem az apjuk nevét, Maduro-t, hanem az édesanyjuk, Timber nevét viselik.
Három idősebb testvére is van; Shamier, Chris és Dylan.

## Statisztika
2023. augusztus 12-i állapot szerint.
| Klub             | Szezon           | Bajnokság        | Bajnokság | Bajnokság | Kupa  | Kupa  | Ligakupa | Ligakupa | Nemzetközi | Nemzetközi | Egyéb | Egyéb | Összes | Összes |
| Klub             | Szezon           | Liga             | Mérk.     | Gólok     | Mérk. | Gólok | Mérk.    | Gólok    | Mérk.      | Gólok      | Mérk. | Gólok | Mérk.  | Gólok  |
| ---------------- | ---------------- | ---------------- | --------- | --------- | ----- | ----- | -------- | -------- | ---------- | ---------- | ----- | ----- | ------ | ------ |
| Jong Ajax        | 2018/19          | Eerste Divisie   | 11        | 0         | —     | —     | —        | —        | —          | —          | —     | —     | 11     | 0      |
| Jong Ajax        | 2019/20          | Eerste Divisie   | 24        | 0         | —     | —     | —        | —        | —          | —          | —     | —     | 24     | 0      |
| Jong Ajax        | 2020/21          | Eerste Divisie   | 4         | 0         | —     | —     | —        | —        | —          | —          | —     | —     | 4      | 0      |
| Jong Ajax        | Összesen         | Összesen         | 39        | 0         | —     | —     | —        | —        | —          | —          | —     | —     | 39     | 0      |
| Ajax             | 2019/20          | Eredivisie       | 1         | 0         | 0     | 0     | —        | —        | 0          | 0          | —     | —     | 1      | 0      |
| Ajax             | 2020/21          | Eredivisie       | 20        | 1         | 4     | 0     | —        | —        | 6          | 0          | —     | —     | 30     | 1      |
| Ajax             | 2021/22          | Eredivisie       | 30        | 3         | 4     | 0     | —        | —        | 8          | 0          | 1     | 0     | 43     | 3      |
| Ajax             | 2022/23          | Eredivisie       | 34        | 2         | 4     | 0     | —        | —        | 8          | 0          | 1     | 0     | 47     | 2      |
| Ajax             | Összesen         | Összesen         | 85        | 6         | 12    | 0     | —        | —        | 22         | 0          | 2     | 0     | 121    | 6      |
| Arsenal          | 2023/24          | Premier League   | 1         | 0         | 0     | 0     | 0        | 0        | 0          | 0          | 1     | 0     | 2      | 0      |
| Arsenal          | Összesen         | Összesen         | 1         | 0         | 0     | 0     | 0        | 0        | 0          | 0          | 1     | 0     | 2      | 0      |
| KARRIER ÖSSZESEN | KARRIER ÖSSZESEN | KARRIER ÖSSZESEN | 125       | 6         | 12    | 0     | 0        | 0        | 22         | 0          | 3     | 0     | 162    | 6      |

Jegyzetek
1. ↑  Mérkőzése(i) a Bajnokok Ligájában: 1 
 Mérkőzése(i) az Európa Ligában: 5
2. ↑  Mérkőzése(i) a Bajnokok Ligájában
3. 1 2  Mérkőzése(i) a Johan Cruijff Schaal-ben
4. ↑  A(z) Bajnokok Ligájában: hatszor, és a(z) Európa Ligában: kétszer lépett pályára
5. ↑  Mérkőzése(i) a(z) FA Community Shield-ben

### A válogatottban
2023. március 25-i állapot szerint.
| Hollandia | Hollandia | Hollandia |
| Év        | Mérk.     | Gólok     |
| --------- | --------- | --------- |
| 2021      | 6         | 0         |
| 2022      | 8         | 0         |
| 2023      | 1         | 0         |
| ÖSSZESEN  | 15        | 0         |

## Sikerei, díjai

### Klubcsapatban

#### Ajax
- Eredivisie: 2020–21
- KNVB Cup: 2020–21[12]

#### Arsenal
- FA Community Shield: 2023

### Válogatott

#### Hollandia U17
- U17-es Európa Bajnokság: 2018